# Mainalo
Mainalo (græsk: Μαίναλο, oldgræsk: Μαίναλος or Μαίναλον; latin: Maenalus) er det højeste bjerg i Menalon-højlandet på Peloponnes, og ligger i Arkadien, Grækenland. I antikken var bjerget særligt helligt for Pan.
Bjergets højeste punkt, kendt som både Profitis Ilias og Ostrakina, har en højde af 1.981 moh. og er det højeste punkt i Arkadien. Bjerget har en længde på 15 til 20 km fra sydvest for Tripoli til nordøst for Vytina og en bredde på 5 til 10 km fra Zygovisti til Kapsas.  Bjerget er en del af et Natura 2000-område, udpeget i marts 2011, og dækker et område på 226,4 km2. I det 19. og begyndelsen af det 20. århundrede var bjerget kendt som Apano Chrepa.
Mainalo er hjemsted for et skisportssted, som ligger i en højde af 1.600 moh. med 7 skiløjper og 4 lifte,

## Geografi
Mainalosbestår primært af kalk, blandet forskellige calciumcarbonat-forbindelser.
Mainalo har forskellige navngivne tinder. Opført efter højde er de bl.a.
- Ostrakina (græsk: Οστρακίνα ) eller Profitis Ilias (græsk: Προφήτης Ηλιας) på 1.981 moh.
- Pateritsa (græsk: Πατερίτσα) på 1.875 moh.
- Aidini (græsk: Αϊδίνη ) på 1.849 moh.
- Mavri Koryfi (græsk: Μαύρη Κορυφή ) på 1.818 moh.
- Mourtzia (græsk: Μουρτζιά) på 1.794 moh.
- Mesovouni (græsk: Μεσοβούνι ) på 1.730 moh.
- Krevatia (græsk: Κρεββάτια) på 1.563 moh.
- Epano Chrepa (græsk: Επάνω χρέπα) på 1.559 moh.
- Lioritsi (græsk: Λιορίτσι) på 1.155 moh.
- Sterna (græsk: Στέρνα) på 1.071 moh.

## Økologi
Bjerget huser mange skove af græsk ædelgran og sortfyr. Natura 2000 betegner disse skove som den bedste repræsentation for disse arter i Peloponnisos." 
Mainalo har flere økologiske miljøer, omfattende: 
Mange padder, krybdyr, pattedyr, insekter og daglige rovfugle lever i Mainalo.